# CRパチンコサラリーマン
CRパチンコサラリーマンは、株式会社ジェイビーが2008年9月に発売したデジパチタイプのパチンコ機。販売元はSANKYO。

## 機種概要
株式会社ジェイビーの第一弾として発売された、デジパチタイプのパチンコ。パチンコメーカーで働く社員たちを主役にしたストーリーで展開される。予告やリーチなど、演出は笑いを誘うものが多い。また時短中は「オリジナルパチンコチャンス」というモードになり、背景・図柄・予告内容をカスタマイズできるようになっている。
筐体・セル板はSANKYOのCRフィーバークイーンZEROを流用し、役物も同じものが存在するが、本機では役物は演出には使用されていない。
ミドルタイプと甘デジタイプの2つのスペックが存在する。ミドルタイプに関しては平均的な確率変動タイプのデジパチであるが、甘デジタイプに関しては、大当たり確率が39.5分の1という、甘デジの中では群を抜いて当りやすいスペックから、メーカーでは「超甘デジ」としている。設置台数に関しても、2009年現在、ミドルタイプより甘デジタイプの方が多い。

## スペック
CRパチンコサラリーマンMS300J
- 賞球数：3&4&7&13
- 大当たり確率：低確率1/315.1　高確率1/31.5
- 確率突入率：58%（うち2R確変 16%）
- ラウンド：2R or 15R
- カウント：9カウント
- 平均出玉：1570玉
- 時短回数：通常大当たり終了後100回

CRAパチンコサラリーマンST40J
- 賞球数：3&4&7&13
- 大当たり確率：低確率1/39.5　高確率1/4.0
- 確率割合：100%（1回転限定、うち2R確変 22%）
- ラウンド：2R or 3R
- カウント：9カウント
- 平均出玉：340玉
- 時短回数：1回転確変終了後0回or40回
  - （0回:40回 = 40%:60%）

## 登場キャラクター
石原 龍次郎
社長。使う奥義は「大判振舞」「株上げドン！」
阿梶 ナンシー
1の図柄のキャラクター、社長秘書。使う奥義は「守秘義務バリヤー」「書類ハリケーン」
出銭 守
2の図柄のキャラクター、経理。使う奥義は「予算決算ご苦労さん」「さみだれそろばん」「ばんばんでんたく」
宅間 椎名
3の図柄のキャラクター、部長。使う奥義は「千手フォン」
玉置 啓示
4の図柄のキャラクター、釘師。使う奥義は「釘千本」「釘乱舞」
西城 理恵樹
5の図柄のキャラクター、営業。使う奥義は「営業スマイル」「名刺の舞」
日比野 笑美
6の図柄のキャラクター、経理。使う奥義は「図柄をコピー」「チャーミングタイフーン」「メイドタイフーン」
木角 進太郎
7の図柄のキャラクター、企画。使う奥義は「企画書ドーン」「脳力覚醒」「水虫退治」
有吾 利済
8の図柄のキャラクター、プログラマー。使う奥義は「打打っ打っ打っ打打っ」「データ百連打」
奥手 静香
経理（新人）。使う奥義は「ばんばんでんたく」
分別 良子
清掃員。使う奥義は「クリーンツイスター」
人見 男
人事部長。使う奥義は「受け取れません光」
木角進太郎の母
木角進太郎の母親。大当り確定のプレミアキャラとして登場している。その他、大当りラウンドにも登場する。なおキャラクターモデルは中村美律子。
※特に主人公は設定されていないが、メーカーのホームページや演出から、木角進太郎が主人公に相当すると考えられる。

## モード
本機には、「シンプルモード」と「ドキドキモード」が存在する。客待ち状態でチャンスボタンを押すと選択できる。
「ドキドキモード」では、すべての予告と演出が出る。「シンプルモード」では、仕事ステップアップ予告・木角格言予告の変動時予告と、秘書モード・釘師モード・営業モードのミッションモードが発生しない。

## 変動時予告

### ステップアップ予告
どのステップアップ予告もステップ1からステップ4まで存在する。
開発ステップアップ予告
画面上にパチンコ台の枠の線が現れ、ステップアップするごとに台が構成されていき、ステップ4で完成する。キャラクターがステップ段階をしゃべればスーパーリーチ確定。それに加えて、パチンコ台の枠の線が緑だった場合は激アツとなる。
- ステップ1=ソフト開発
- ステップ2=内部設計（リーチ確定）
- ステップ3=役物設計（スーパーリーチ確定）
- ステップ4=完成（激アツ）

書類ステップアップ予告
画面上に書類が現れ、ステップアップするごとに、見積書→発注書→納品書→請求書という風に変化する。また、書類には付箋紙が張られる。水色の場合はガセだが、それ以外の色の場合はチャンス。
- ステップ1=見積書
- ステップ2=発注書（リーチ確定）
- ステップ3=納品書（スーパーリーチ確定）
- ステップ4=請求書（激アツ）
  - 付箋紙の色が黄色（スーパーリーチ確定）
  - 付箋紙の色が赤色（激アツ）

仕事ステップアップ予告
画面の背景がキャラクターのアップに切り替わり、中央にウインドウが表示されて、仕事の工程の内容が表示される。ステップアップすると工程が進んでいく。営業・生産・開発・報連相の4つが存在する。
- ステップ1（基本はガセ）
- ステップ2（リーチ確定）
- ステップ3（スーパーリーチ確定）
- ステップ4（激アツ）

### 会話予告
画面の上側に会話ウインドウが表示され、キャラクターが会話をする。画面の下側に何も表示されないか、下側にウインドウが表示されても白色だった場合は、基本的にガセとなるが、上側のウインドウの内容によってはストーリー系リーチに発展したり、ミッションモードに発展する。下側のウインドウが白以外に変化すればチャンス。
- 下側のウインドウの色が青色（リーチ確定）
- 下側のウインドウの色が黄色（スーパーリーチ確定）
- 下側のウインドウの色が赤色（激アツ）

### 電話予告
画面に電話機が表示されて、チャンスボタンを押すと、電話機からキャラクターの会話が表示される。ウインドウが白色の場合はガセとなる。ウインドウが白色以外の場合はチャンス。また、内容によってはストーリー系のリーチに発展する。
- ウインドウの色が青色（リーチ確定）
- ウインドウの色が黄色（スーパーリーチ確定）
- ウインドウの色が赤色（激アツ）

### 木角格言予告
企画の木角新太郎が画面にアップで登場し、パチンコに関する格言を喋る。何も格言を喋らなければガセとなる。喋った内容によりリーチが確定し、激アツとなる。

### すべり予告
図柄変動時に図柄にアクションが発生する。ステップアップ予告・会話予告・電話予告でリーチが確定している場合は、この予告は発生しない。
遅刻すべり
左側の図柄が停止後に、右側の図柄の上に遅刻届が表示される。左側と同じ図柄がとまり「遅刻しました」と喋ればリーチ確定。違う図柄が止まった場合はガセとなる。
キャラクタースベリ
左側と右側の図柄が停止後に、図柄に対応したキャラクターが出現して、キャラクターが秘技を繰り出す。秘技が成功し、右側の図柄が左側の図柄と同じになればスーパーリーチ確定。秘技が失敗して、キャラクターがこけた場合はガセとなる。
人事異動すべり
すべての図柄の停止後に、真ん中の図柄と右側の図柄の上に「人事異動」と表示され、真ん中と右側の図柄が入れ替わる。この場合はスーパーリーチ確定となる。ガセはない。
人事部長すべり
すべての図柄の停止後に、画面に人事部長の人見男が出現して、「うけとれません光」を繰り出し、左側と右側の図柄が同じになる。この場合は激アツとなる。ガセはない。

## ミッションモード
すべて通常変動時に画面が切り替わって移行する。
社長モード・営業モード
特定のメッセージ予告によって画面が切りかわり、指定された数字でリーチをかけるミッションモードに突入する。
ミッション内容が表示されるまでは、メッセージ予告となりメッセージ内容による信頼度が変化する。ミッション内容が表示された後に、ミッションを達成すると大当り確定になる。社長モードでは社長がくるくる回って画面の外に出て行き戻ってきた場合と、営業モードでは西城が平泳ぎで画面の上に上っていった場合は大当り確定になる。
なお、ミッション突入時にいきなり数字がそろっているプレミアもある。
OLモード・釘師モード・秘書モード
指定されたアイテムを、3つ揃えるミッションモードに突入する。指定されたアイテムを、3つ揃えられれば大当りとなる。
アイテムをそろえた際にアイテムが割れて「スーパーリーチ」と出てくればスーパーリーチに発展する。また通常と違うアイテムが出てきた場合はチャンスアップ。

## リーチ後予告
図柄ボイス予告
左側と右側に止まった図柄のキャラが、セリフを喋る。通常は「リーチ」と喋るが、それぞれのキャラにスーパーリーチが確定するセリフと、 大当りが確定するセリフが存在する。
図柄アニメーション予告
通常は8頭身キャラのままでアニメーションするが、2頭身のSDキャラになってアニメーションした場合は激アツになる。
グラフ予告
画面に「売上げ達成率」のウインドウが表示される。この時点でスーパーリーチが確定する。その時にチャンスボタンを押すと、数値がグラフで表示される。数値は、10%・30%・50%・80%・99%の5つがあり、数値が高いほど信頼度がアップする。99%が出た場合は大当り確定。
ノック予告
画面右側よりキャラが出現して、扉をノックする。この時点でスーパーリーチが確定する。
キツツキ　＞　阿梶ナンシー　＞　日比野笑美　の順に信頼度がアップする。キツツキが出た場合は激アツ。　
プレート予告
画面右上に表示されているプレートが、「空室」から「発展会議中」に変化する。その際にプレートが光った色によって信頼度が変化する。
レインボー　＞　赤　＞　緑　＞　黄　＞　白　＞　光らない　の順に信頼度がアップする。
黄色以上が出た場合は、スーパーリーチが確定する。レインボーが出た場合は、大当りが確定する。
発展予告
扉が開くとスーパーリーチに発展する。この時、通常は会議中の部屋にいる社長がズームアップしてスーパーリーチに発展するが、2頭身の全SDキャラが出た場合はチャンスアップ。木角新太郎の母が出た場合は大当りが確定する。

## リーチアクション

### ノーマルリーチ
画面に扉が出現して、中央の図柄が変動していく。基本的にはスーパーリーチへ発展する前のつなぎであるが、予告次第ではこの時点で大当りする場合もある。

### レアロングリーチ
出現率は1%にも満たないのにもかかわらず、信頼度はノーマルリーチとほとんど変わらないリーチ。クレーム処理係がひたすら「すみませんでしたー！！」と土下座する。プレミア的な存在にもかかわらず、ほぼ当たらないことから「逆プレミア」といわれる。

### 一般社員系リーチ
主にテンパイした図柄の社員が、奥義を繰り出して大当りをねらう。信頼度はどの社員も同じだが、アクション内容によっては、チャンスアップや大当り確定になる。新人経理リーチと清掃員リーチには、チャンスアップや大当り確定は存在しない。
リーチアクションの最後には、キャラクターのセリフがカットインするが、そのときにキャラクターも一緒に表示されればチャンスアップ（部長リーチでは存在しない）
秘書リーチ
- 通常：奥義「書類ハリケーン」を繰り出して、竜巻を巻き起こして社長室を整理整頓しながら大当りを狙う。
- チャンスアップ：リーチアクション開始時に、ローアングルからのカット
- 大当り確定：奥義を繰り出した際に、社長も竜巻に巻き込まれている。

経理リーチ
- 通常：奥義「さみだれそろばん」を繰り出して、領収書を打ち落としながら大当り図柄を狙う。。
- チャンスアップ：奥義「ばんばんでんたく」を繰り出す。
- 大当り確定：奥手静香と共に「ばんばんでんたく」を繰り出す。

部長リーチ
- 通常：携帯電話の電池表示がでて、電池が切れる前に充電器にセットしようとする。
- チャンスアップ：リーチ開始時に携帯電話を左手に持っていて、電池表示ではなく電波状態の表示が出る。
- 大当り確定：リーチ開始時にバナナを右手にもっていて、電池表示の背景に2ch風の顔文字が出ている。

釘師リーチ
- 通常：奥義「釘乱舞」を繰り出して、大当り図柄を狙う。
- チャンスアップ：リーチアクション開始時に、大量の釘を口にくわえている。また、最後のキメを釘ではなく風車をつかう。
- 大当り確定：リーチアクション開始時に、口におもちゃをくわえている。背景で社長がサーフィンをしている。

営業リーチ
- 通常：奥義「名刺の舞」をくりだして、大当り図柄を狙う。
- チャンスアップ：薔薇も一緒に飛ぶ。
- 大当り確定：接待用の衣装を着ている。

事務リーチ
- 通常：奥義「チャーミングタイフーン」を繰り出して、大当り図柄を狙う。
- チャンスアップ：ハートも一緒に舞う。
- 大当り確定：メイドのコスプレをして、奥義「メイドタイフーン」を繰り出す。

企画リーチ
- 通常：奥義「脳力覚醒」を繰り出して、大当り図柄を狙う。
- チャンスアップ：リーチアクション開始時に目に炎が宿る。リーチ中の背景が、フローチャートではなく予定表。
- 大当り確定：奥義「水虫退治」を繰り出す。

プログラマーリーチ
- 通常：奥義「データ百連打」を繰り出して、大当り図柄を狙う。
- チャンスアップ：リーチアクション開始時にたばこを大量にくわえている。吸殻が大量に出て、背景が「＠ちゃ」ではなく「熱ちゃ」
- 大当り確定：ロボットと一緒に奥義「データ百連打」を繰り出す。

以下の2つのリーチは、図柄に関係なく出現する可能性がある。
新人経理リーチ
奥義「ばんばんでんたく」を繰り出して、領収書を打ち落としながら大当り図柄を狙う。
清掃員リーチ
奥義「クリーンツイスター」を繰り出して、竜巻を巻き起こして清掃しながら大当り図柄をねらう。

#### 復活演出
リーチがハズレた場合も、復活大当りする場合がある。発生する機会は以下の2通り。
- ハズレ後に直接発生。
- 一旦通常画面に戻ったあとに発生

発生すれば、キャラクターが屋上で落ち込んでいる画面が出て、次の2つのアクションが発生して復活大当りになる。
- 木角進太郎と西城理恵樹が登場して、栄養ドリンクを飲んで「元気一発！」と叫ぶ。（落ち込んでいたのが木角なら西城のみ、西城なら木角のみ登場。）
- 社長が出てきて「こっちを向かんか！」と叫び、頬に「プニ」。

### ストーリー系リーチ
社長から出された指示を達成するために、社員が一丸となって奮闘するリーチアクション。目標が達成されれば大当り。
開発ストーリーリーチ
開発系社員が期限までにパチンコ台を完成させるまでのストーリーを描いたリーチアクション。無事に期限までにパチンコ台が完成すれば大当り。
間に合わなかった場合でも、秘書の阿梶ナンシーから、社長の時計が遅れているメッセージがあった場合は、復活大当り。
決算ストーリーリーチ
業務系社員が黒字決算を目指すまでのストーリーを描いたリーチアクション。黒字を達成できれば大当り。
黒字にならなかった場合でも、グラフが急激に上がって黒字になれば、復活大当り。

### 社長リーチ
このリーチのみ、チャンス目やノーマルリーチのハズレ後から直接発展する場合がある。
社長が奥義「大判振舞」を繰り出し、大きな判子を投げて書類の決裁を行うリーチアクション。当たり図柄の書類を決裁出来れば大当り。
外れた場合でも、社長の激が飛んで復活大当りする場合もある。

### 人事部長リーチ
人事部長の人見男が、奥義「受け取れません光」で辞表を破っていくリーチアクション。辞表を破きながら、辞職を阻止すれば大当り。
外れた場合でも、辞表を頭で突き破れば復活大当りになる。

### 株上げドン！リーチ
本機最強信頼度のリーチアクション。一般社員リーチに発展すると見せかけて、このリーチに発展する場合もある。
社員が一丸となって、それぞれの奥義を繰り出して社長に株を送り、社長が大当りを狙うリーチアクション。株がハズレ図柄を破壊して、当り図柄がそろえば大当り。
ハズレた場合でも、社長の激が飛んで復活大当りする場合もある。

## 2R確変とチャンス目
一定の条件で当選する。ミドルタイプでは「企業成長への道」に突入し、甘デジタイプでは「炎の一発チャンス」と時短が確定する。
発生条件は以下の通り。
- 図柄変動時に図柄が止まらず、そのまま2R確変に当選。

以下の場合は社長リーチにも発展する可能性もある。
- 図柄がチャンス目（左側から、567という風に順番に止まる）で止まった場合。
- リーチはずれ後に、真ん中の図柄がリーチの図柄の+1の数字で止まった場合（8の場合は1で。ただし確定ではない）。この時に、遅刻スベリとプレート予告の白色が複合しているかプレート黄色でスーパーへ発展しなければ、2R確変確定。

## 大当り中昇格演出（ミドルタイプのみ）
チャンス図柄で当たった場合は、ラウンド中に漫画形式の昇格演出が発生する。漫画内で、キャラクターの目的が達成されれば確変昇格となる。通常は漫画は白黒だが、フルカラーで表示された場合は激アツとなる。

## 時短中演出
オリジナルパチンコチャンスに移行する。
甘デジタイプでは、キャラクターが通常背景を押し出すことが出来れば移行する。キャラクターがはじき飛ばされた場合は時短は付かない。2R確変を引いていた場合は時短が確定する。
このモードは、変動時予告が弱・中・強の3つのキャラクター予告と、リーチがノーマルリーチとスーパーリーチ一つのシンプルなモードとなる。
図柄が変動していない状態でチャンスボタンを押すと背景・図柄・予告キャラを変更することが可能で、4つのテンプレートから選択できる。1回転でも変動させたあとは、背景・図柄・予告キャラを背景4つ・図柄4つ・予告キャラ12体の中から自由に組み合わせて選択できる。

## 確変中演出
ミドルタイプ
「企業成長への道」モードになり、背景が「企業成長新聞」になって、連荘するごとに新聞の内容が変わっていく。20連荘以上すると、宇宙へ進出する。
甘デジタイプ
1回転のみの「炎の一発チャンス」に入る。社長がパチンコ玉をスタートチャッカー目がけて打ち、スタートチャッカーに入ればドラムの抽選が始まる。見事そろえば大当り。
スタートチャッカーに入らなかった場合、チャンスチャッカーに入る場合があり、この場合は2R確変に当選した状態になる。
なお数字やドラムの回転方法によって信頼度が変化する。
リーチ数字
- 偶数でリーチ：通常
- 奇数でリーチ：チャンス
- 3でリーチ　：大チャンス
- 7でリーチ　：激アツ

回転方法
- 真ん中のドラムのみ変動：信頼度　小
- 真ん中のドラムと左右のドラムがワンテンポずれて交互に変動：信頼度　中
- 真ん中のドラムと左右のドラムが同時に変動：信頼度　大

## テーマソング
- 「ようやったね」
  - 作曲：高原兄、作詞：阿閉真琴、歌：中村美律子

「CRパチンコサラリーマン」の為に書き下ろされた曲ある。
２０１３年９月２５日発売の「おもいでの宿」のカップリングとして収録された。
ミドルタイプではフルコーラスを聞くことが出来るが、甘デジタイプでは大当りラウンドが3ラウンドしかない関係上、

曲が短く編集されているため、フルコーラスを聞くことが出来ない。